# Escudo de Somalia
La versión actual del escudo de armas de Somalia fue aprobada el 10 de octubre de 1956. Tiene el campo de azur, con una estrella de cinco puntas de plata en el centro; alrededor del escudo, una filiera de oro y timbrado con corona mural también de oro. El escudo está sujeto por dos leopardos al natural aguantados sobre dos palmas de sinople y dos lanzas al natural, pasadas en aspa; de las lanzas cuelga una cinta de plata.
El azur y la plata corresponden al azul y al blanco de la bandera de las Naciones Unidas, que administraron la colonia hasta 1950. La estrella de cinco puntas simboliza los cinco territorios de la Gran Somalia, es decir, aquellos habitados por los somalíes: la Somalia británica, la Somalia italiana, la Somalia Francesa (actual Yibuti), el Ogadén (en Etiopía) y el noreste de Kenia.

## Escudos históricos
Anteriormente existen escudos para las dos partes constituyentes:
- La Somalia británica va a tener inicialmente (1903-1950) un emblema con el kudu, un antílope propio del territorio (ver la bandera de Somalilandia); el 18 de diciembre de 1950 le fue concedido un nuevo escudo que estuvo en uso hasta el 26 de junio de 1960 (con una pequeña modificación de la corona en 1955, que pasó al modelo Tudor).
- Desde la Somalia italiana, concedido el 8 de junio de 1919, era un escudo truncado de azur y gules, dividido por una faja dentada de plata (Smith, 1980). En la parte superior, un leopardo simbolizando el Benadir colonial; en la inferior, dos estrellas de plata de seis puntas, simbolizando los dos sultanatos protegidos que existían en 1919 (el sultanato de Majeerteen y el de Hobyo).

Emblema del Imperio omaní (1700-1856)
Escudo del Imperio otomano (1846-1882)
Escudo de armas del Jedivato de Egipto (1874-1884)
Emblema del Sultanato de Hobyo
Escudo del Imperio otomano (1882-1884)
Emblema de la India británica (1884-1898)
Escudo del Reino Unido (1884-1952)
Escudo de armas del Reino de Italia (1889-1890)
Insignia de la Somalilandia británica (1903-1950)
Escudo de la Somalia italiana (1889-1941)
Escudo del Reino de Italia (1890-1929)
Escudo del Reino de Italia (1929-1941)
Escudo del África Oriental Italiana (1938-1941)
Escudo de la Gobernación de Somalia (1938-1941)
Emblema de Italia (1950-1960), usado en conjunto  con el emblema de la ONU
Emblema de las Naciones Unidas usado en el Fideicomiso de Somalia (1950-1960)
Insignia de la Somalilandia británica (1950-1952)
Insignia de la Somalilandia británica (1952-1960)
Escudo del Reino Unido (1952-1960)

## Emblemas subnacionales

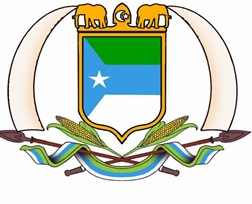
Escudo de armas del estado de Jubalandia
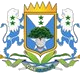
Escudo de armas del estado de Galmudug
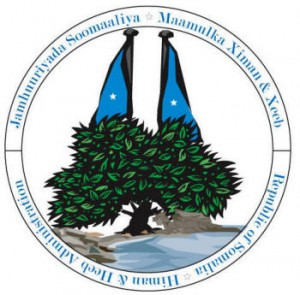
Escudo de armas del estado de Himan y Heeb
Escudo de armas del estado de Maajir (2004-2006)
Escudo de armas del estado de Puntlandia
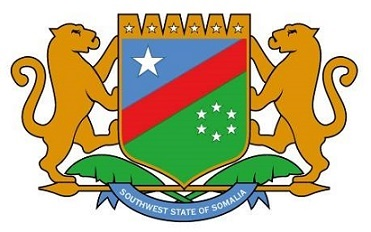
Emblema nacional del suroeste de Somalia
Escudo de Armas del Estado de Khatumo de Somalia

### Emblemas de las Fuerzas Armadas
Las ramas de las Fuerzas Armadas tienen emblemas únicos basados en el escudo de armas nacional.

Escudo de armas de las Fuerzas Armadas Somalíes
Escudo de armas de la Armada Somalí
Escudo de armas de la Fuerza Aérea Somalí